# Carlotta Maironi da Ponte
Carlotta Maironi da Ponte (Bèrgam, 16 de maig de 1827 - 1873) fou una soprano italiana.
Es va formar al Conservatori de Milà. Al cap de sis anys de conservatori va ser contractada com a prima donna al teatre de Càller on va debutar amb el paper d'Eleonora Torguato Tasso de Donizetti. El 17 d'abril de 1847, formà part del primer elenc que va inaugurar el Gran Teatre del Liceu de Barcelona amb Anna Bolena de Donizetti, com a Seymour.
El desembre de 1847 es va casar amb el compositor bohemi Václav Hugo Zavrtal. El seu fill Ladislav Zavrtal també fou compositor.